# Kalachnikov (arme)
Pour les articles homonymes, voir AK.

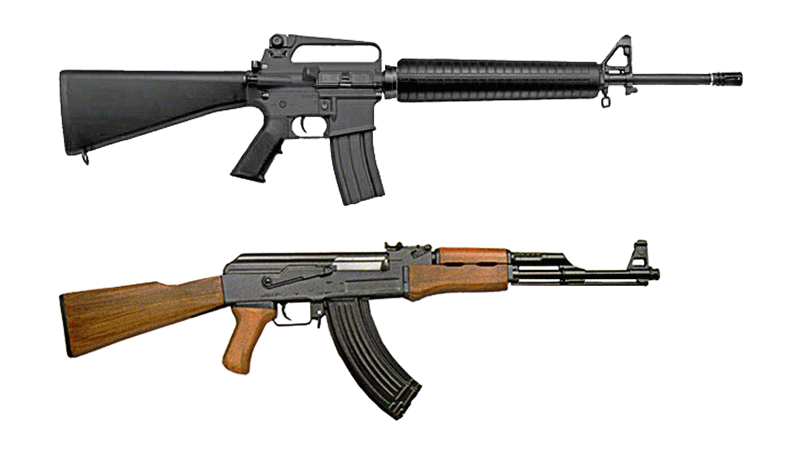
Les fusils d'assaut rivaux et symboles de la Guerre froide : le M16 du GI (en haut) et l'AK-47 Kalachnikov du Vietcong (en bas).

Les kalachnikovs sont une série de fusils automatiques conçus par l'ingénieur et général de corps d'armée russe Mikhaïl Kalachnikov.
Ils sont officiellement appelés en Russie « avtomat Kalachnikova » (russe : автома́т Кала́шникова ; traduction littérale : « Machine automatique de Kalachnikov »), et sont aussi connus sous le nom de kalachnikovs, AK, ou en argot russe, « Kalach ». Ils ont été initialement fabriqués dans l'Union soviétique, principalement par Izhmash, mais ces fusils et leurs variantes sont maintenant fabriqués dans de nombreux autres pays[réf. souhaitée].

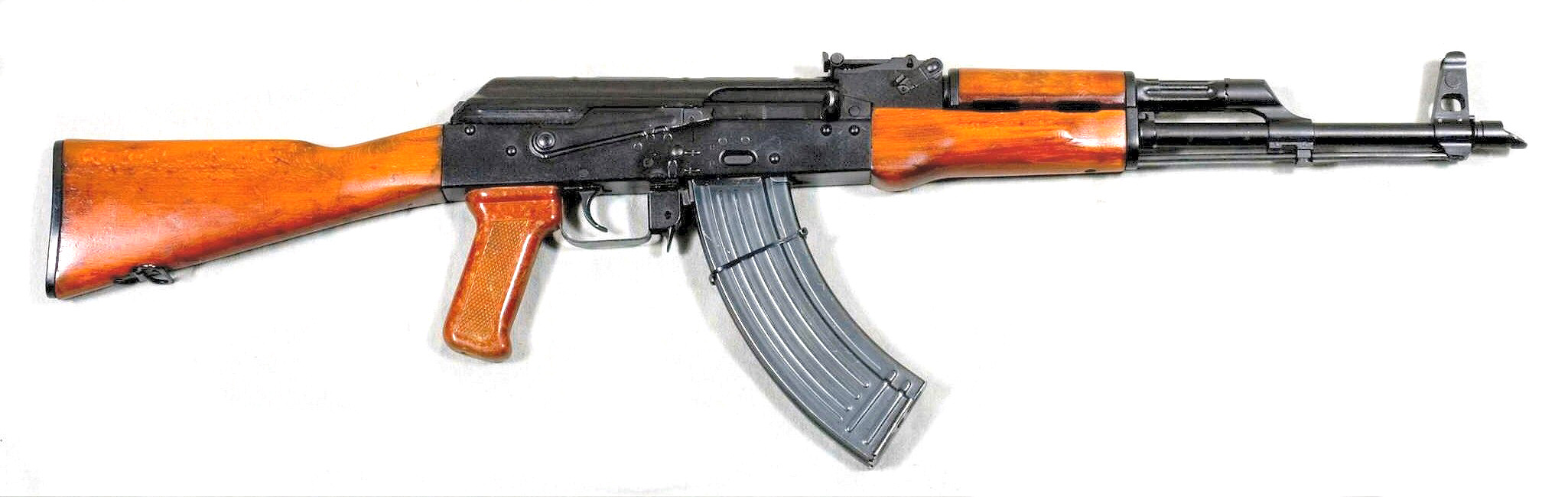
AKM : le fusil d'assaut Kalachnichnov de seconde génération.

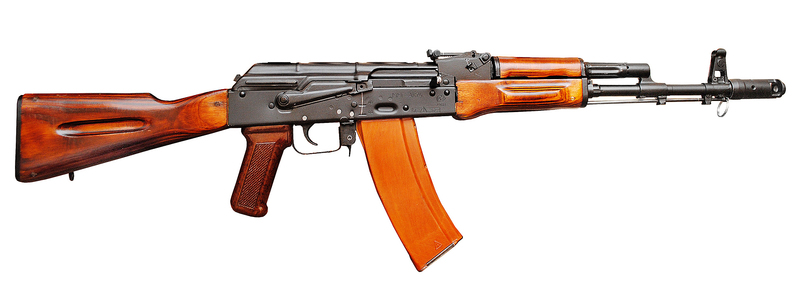
AK-74 : le fusil d'assaut Kalachnichnov en calibre 5,45 mm.

## Entreprise Kalachnikov
En Union soviétique, la production d'armes était totalement sous contrôle étatique.
En 2020, l’armurier Kalachnikov produit 95 % des armes légères en Russie et a un chiffre d'affaires en 2018 de 267 millions de dollars américains. L’actionnaire majoritaire du groupe le 6 novembre 2020 est le vice-ministre de la Défense, Alexeï Krivorouchko, qui vend 75 % des parts à Alan Louchnikov, ministre adjoint des Transports entre 2017 et 2018. Ce dernier récupère le contrôle de Kalachnikov, via la société TKH-Invest, pour un montant d'un milliard de roubles (10,9 millions d'euros) selon des médias russes, modeste au regard des 267 millions de dollars de chiffre d’affaires de 2018. Outre son actionnaire « privé », Kalachnikov est contrôlé à hauteur de 25 % par Rostec, une entreprise publique de l’armement.

## Types
Les principaux types de kalachnikovs sont les suivants :
| Modèle         | Cartouche          | Année | Fabricant                                    |
| -------------- | ------------------ | ----- | -------------------------------------------- |
| AK-47          | De 7,62×39 mm M43  | 1947  | Izhmash et autres                            |
| AKM            | De 7,62×39 mm M43  | 1959  | Izhmash, Toulski Oroujeïny Zavod et d'autres |
| AK-74          | De 5,45×39 mm M74  | 1974  | Izhmash                                      |
| AK-105         | De 5,45×39 mm M74  | 1994  | Izhmash                                      |
| AK-103, AK-104 | De 7,62×39 mm M43  | 1994  | Izhmash                                      |
| AK-101, AK-102 | De 5,56×45 mm NATO | 1994  | Izhmash                                      |
| AK-12          | De 5,45×39 mm M74  | 2012  |                                              |
| AK-15          | De 7,62×39 mm M43  | 2015  |                                              |

## Variantes
Premières variantes (de 7,62×39 mm)

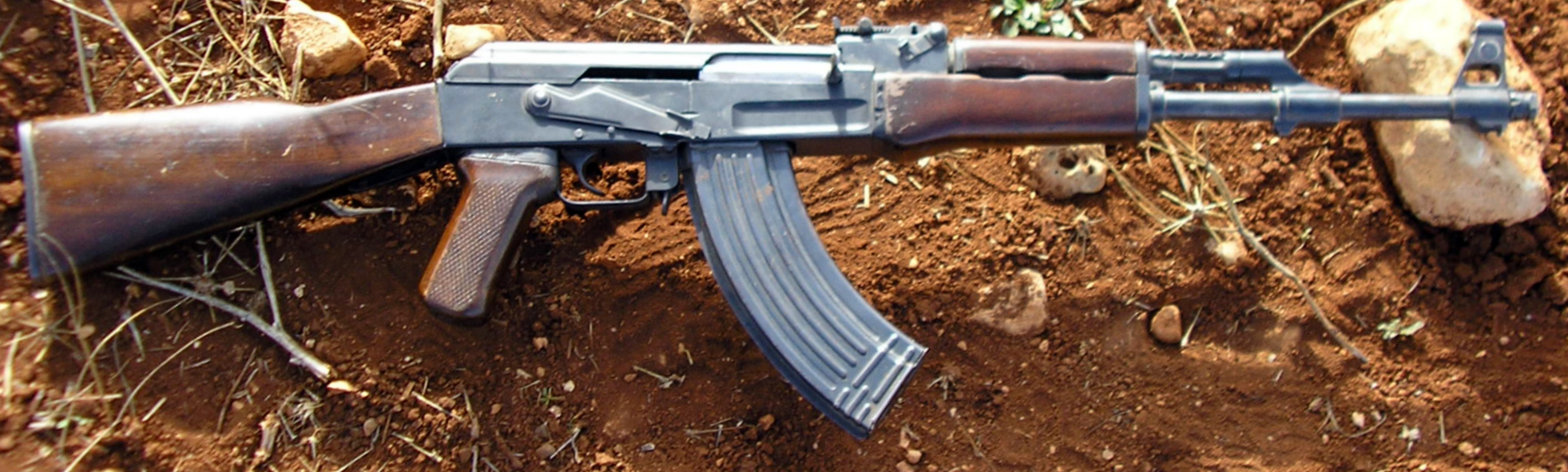
1955 AK-47 de Type 3.

- Modèle 1948/49 – Les premiers modèles, avec une queue de détente métallique type 1, sont maintenant très rares[réf. nécessaire].
- Modèle 1951 – Le canon et la chambre sont chromés pour résister à la corrosion.
- Modèle 1954 (1955) – Fusil d'un poids de 3,47 kg.[2]
- L'AKS – Possédant une crosse métallique rétractable semblable à celle du MP40, pour une utilisation dans les espaces restreints dans le BMP ,véhicule de combat d'infanterie, ainsi que pour les parachutistes.
- AKN (AKSN) – Possédant une mire métallique nocturne[3]

Modernisé (7.×39mm)
- AKM – version simplifiée et plus légère du AK-47 ; avec une queue de détente de type 4. Une pente de chanfrein périphérique a été ajoutée pour contrer la montée en tir automatique. Le fusil est plus léger, 2,93 kg[4][N 1] C'est la variante de l'AK-47 la plus répandue.[réf. nécessaire]
  - AKMS – Sous-crosse repliable version de l'AKM prévu pour les troupes aéroportés.
  - AKMN (AKMSN) – avec un rail de nuit.
  - AKML (AKMSL) – avec un cache-flamme et un rail de nuit[5]
- RPK – Principale version de la mitrailleuse à canon long et bipied. Les variantes – PKP, RPKN (RPKSN), RPKL (RPKSL).

Faible impulsion variantes (de 5,45×39 mm)
- AK-74 – Fusil d'assaut.
  - L'AKS-74 – Crosse repliable.
  - AK-74N (AKS-74N) – Rail de nuit.

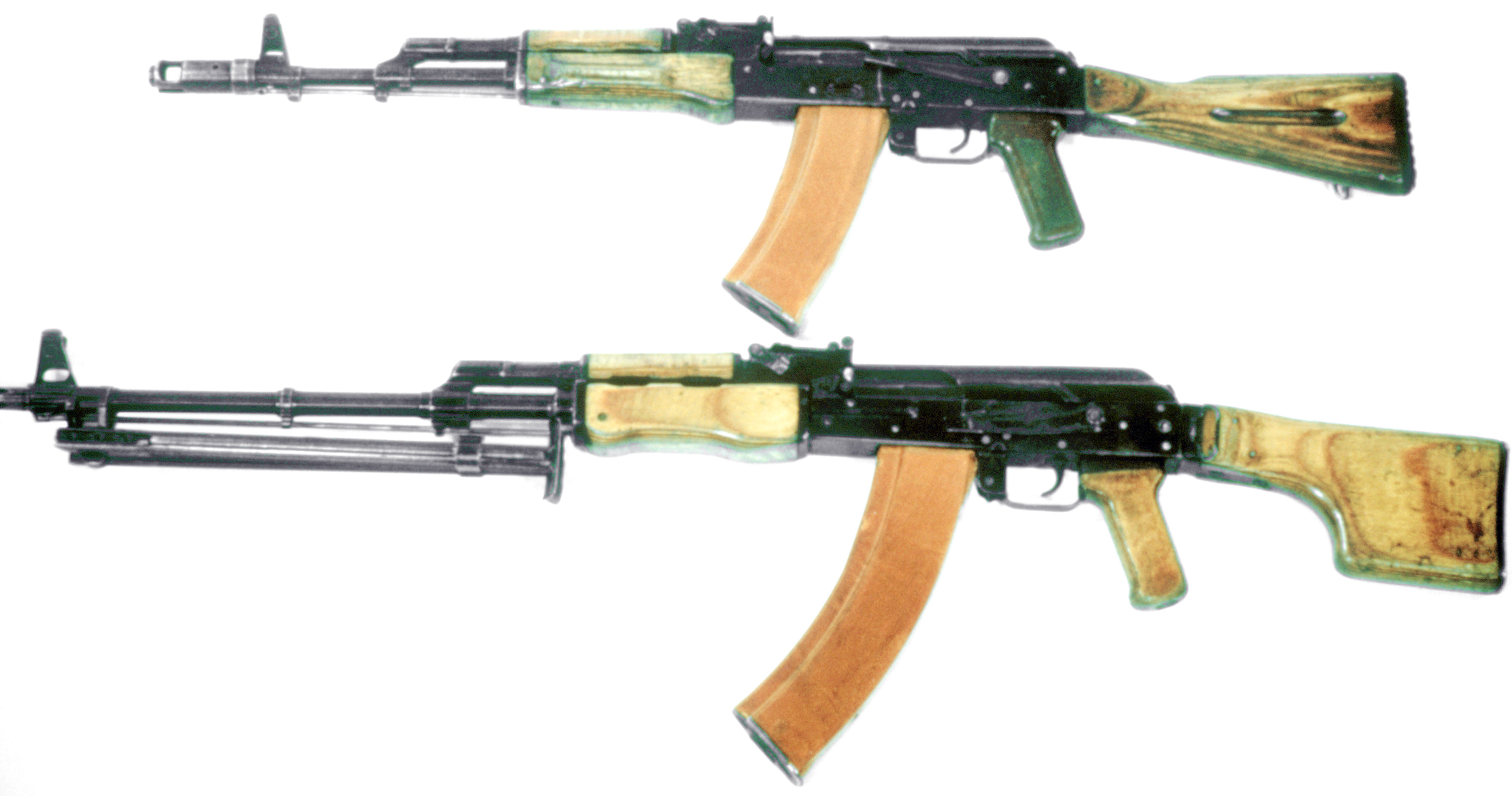
AK-74 et RPK-74.

- L'AKS-74U (Krinkov) – Version compacte.
  - L'AKS-74UN – Rail de nuit.
  - AKS-74UB – version réduite au silence.
- AK-74M
  - AK-74 + AKS-74 + AK-74N en une arme.
- RPK-74 – Mitrailleuse légère.
  - PKP-74 – Crosse repliable.
  - RPK-74N (PKP-74N) – Rail de nuit.

La Série 100
5,45×39 mm / 5,56×45 mm / 7,62×39 mm
- AK-74/AK-101/AK-103 – Version modernisée de AK-74. Crosse repliable et rail de visée.
- AK-107/AK-108 –
- AK-105/AK-102/AK-104 – Carabine.
- RPK-74M / RPK-201 / RPKM et RPK-203 – Mitrailleuse légère.

Autres armes
- PK(M) – 7.62×54mmR mitrailleuse.
- Saïga-12 – Fusil de chasse .12.
  - Saiga-12S – Poignée pistolet et crosse repliable
    - Saiga-12K –

  - Saiga-20 (S/K) – .20.

- - Saiga-410 (S/K) – .410.
- Saiga fusil semi-automatique

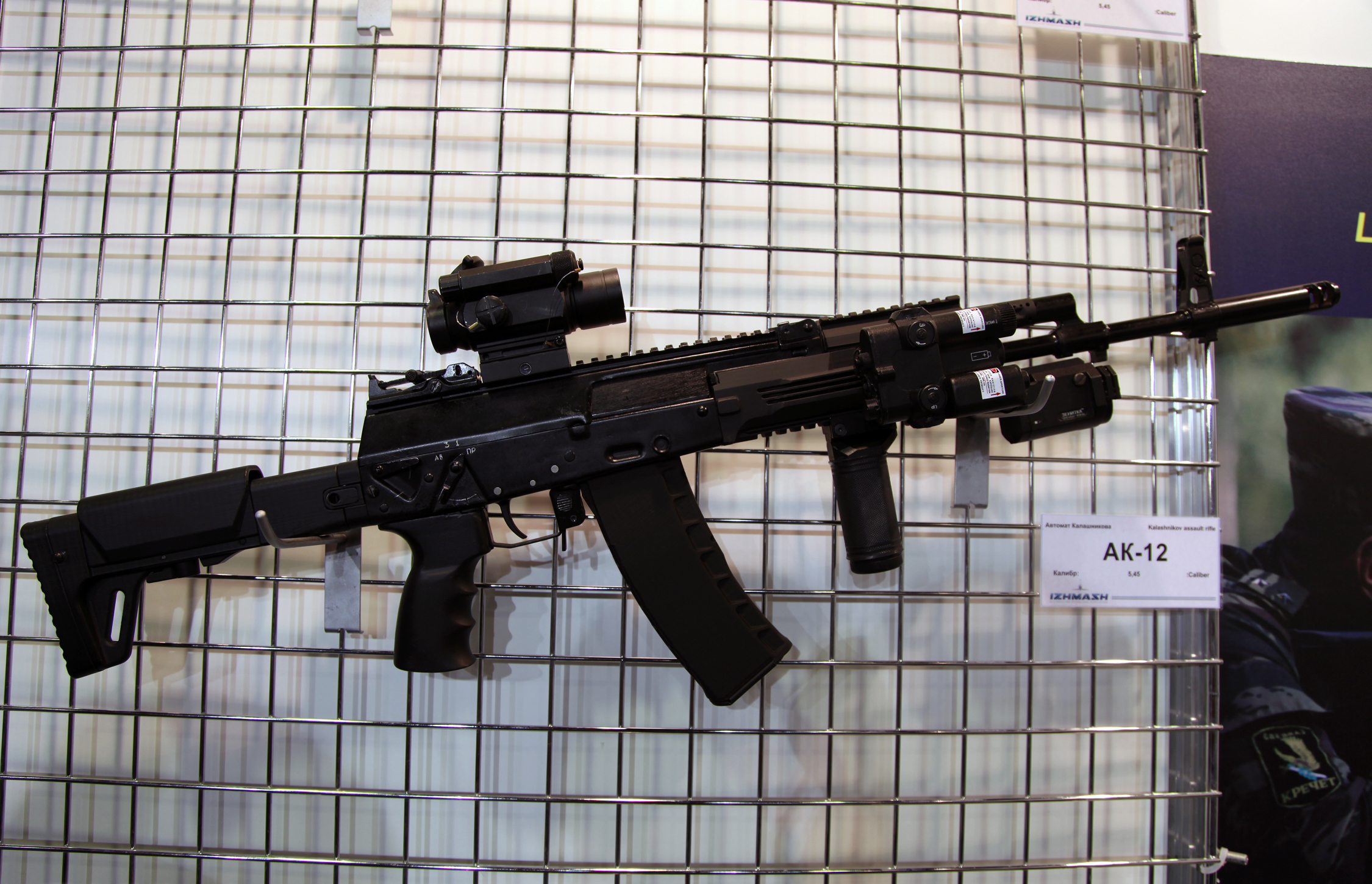
AK-12.

- KSK shotgun – .12 fusil à pompe de combat (basé sur la Saïga-12).
- Vepr-12 Molot – .12 fusil à pompe de combat.
- Bizon – pistolet mitrailleur à magasin hélicoïdales. Emprunte de 60 % des détails de l'AKS-74U. 9×18mm H, 9×19 mm Luger, .380 ACP; 7.62×25 mm TT (boîte de magazine).
- Vityaz-SN – Mitraillette. 9×19 mm Parabellum.
- OTs-14 Groza – Bullpup fusil d'assaut. 9×39 mm, 7.62×39 mm.

AK-12 de la série
- AK-12 – Une famille d'armes dans une variété de calibres. En cours de tests.

## Production en dehors de l'URSS / la Russie
Ces fusils ont été fabriqués dans de nombreux pays, avec et sans permis.
| Pays                 | Variante(s) |
| -------------------- | --- |
| Finlande             | RK 62, (7.62×39mm) RK 95 TP, (7.62×39mm) |
| Albanie              | Automatiku Shqiptar model 56 (ASH-78 Tipi-1) Fusil d'assaut.Copie du Fusil modèle 56 avec baïonnette pliante chinois. Automatiku Shqiptar Tipi 1982 (ASH-82) Fusil d'assaut. Copie du modèle 56-1 (version 1965) sans baïonnette pliante (l'AKMchinoise pour l'exportation) Automatiku Shqiptar model 56 (ASH-78 Tip-2) Mitrailleuse légère. Proche du FM Type 86 (le RPK chinois) Automatiku Shqiptar model 56 (ASH-78 Tip-3) Fusil d'assaut. Copie du modèle 56 Type-3. |
| Arménie              | K-3 (bullpup, 5.45×39mm) |
| Azerbaïdjan          | Khazri (AK-74M) |
| Bangladesh           | Type 56 fabriqué par les Arsenaux banglashis |
| Bulgarie             | AKK/AKKS AKKMS (AKMS), AKKN-47 AK-47M1 AK-47MA1/AR-M1 AKS-47M1 (AKMS en 5.56×45mm) AKS-47S AKS-47UF AKS-93SM6 RKKS (RPK), AKT-47 |
| Cambodge             | Type 56, AK-47, et AKM |
| Chine                | Type 56 |
| Croatie              | APS-95 |
| Cuba                 | AKM |
| RDA                  | MPi-K/MPi-KS (AK-47/AKS) MPi-KM, MPi-KMS-72 , MPi-KMS-K. MPi-AK-74N (AK-74), MPi-AKS-74N, MPi-AKS-74NK KK-MPi Mod.69 |
| Égypte               | AK-47, (AKM), Maadi |
| Éthiopie             | AK-47, AK-103 (connu sous Et-97/1) |
| Hongrie              | AK-55 AKM-63, AMD-65M, AMP-69 AK-63F/D, AK-63MF NGM-81 |
| Inde                 | AK-7, |
| Iran                 | KLS/KLF (AK-47/AKS), KLT (AKMS) |
| Irak                 | Tabuk/Tabuk Sniper |
| Kosovo               | AK Sopmod |
| Nigeria              | OBJ-006, |
| Corée du Nord        | Type 58A/B, Type 68A/B (AKM/AKMS), Type 88 (AKS-74), |
| Pakistan             | AK-47/AKM, PK-10 |
| Pologne              | PMK (Kbk AK) / PMKS (Kbk AKS) "pistolet maszynowy Kałasznikowa", Kalashnikov SMG AK – "karabinek AK", Kalashnikov, (AK-47/AKS) Kbkg wz. 1960 , kbkg wz. 1960/72 Kbk AKM / kbk AKMS (AKM/AKMS) Kbk wz. 1988 Tantal (5.45×39mm) Kbs wz. 1996 Beryl (5.56×45mm), Kbk wz. 1996 Mini-Beryl |
| Roumanie             | PM md. 63/65 (AKM/AKMS), PM md. 80, PM md. 90 PA md. 86 (AK-74) PSL |
| Soudan               | MAZ (Type 56) |
| Ukraine              | Vepr (bullpup, 5.45×39mm), Malyuk (bullpup) |
| États-Unis           | US132 (7.62×39mm), US132Z (7.62×39mm), US109L (12 Gauge) & US109T(12 Gauge),. |
| Vietnam              | AKM-1, AKM-VN (AKM), TUL-1 (RPK), Galil ACE 31/32 |
| Venezuela            | AK-103 , |
| Yougoslavie / Serbie | M64, M70, M72, M76, M77, M80, M82, M85, M90, M91, M92, M99, M21 |

## Fusils similaires
Ces fusils d'assaut sont soit basés sur les AK, soit ont une forte ressemblance :
- Bernardelli VB-STD/VB-SR (Italie)
- IMI Galil (Israël) et Galil ACE (Israël et Colombie)
- INSAS (Inde)
- Rk 62, Valmet M76 (autres noms Rk 62 76, M62/76), Valmet M78 (mitrailleuse légère), Rk 95 Tp (Finlande)
- StG 44 (Allemagne). Développé avant l'AK-47
- Type de 81 fusil d'assaut (Chine), BD-08 (Bangladesh)
- Vektor R4, Truvelo Raptor (Afrique du Sud)
- vz. 58 (Tchécoslovaquie/République tchèque)

## Diffusion

Le fusil AK est le fusil d'assaut le plus répandu au monde.

Avec une production de 50 à 100 millions de Kalashnikov, l'AK 47 et ses dérivés équipent la plupart des armées africaines ou asiatiques après avoir armé les soldats du Pacte de Varsovie ou les guérillas sud-américaines.
Ainsi, le Kalachnikov (et ses clones) ont connu de nombreux conflits armés depuis la Guerre du Viêt Nam jusqu'à la Guerre contre le terrorisme (armant à la fois les alliés et les ennemis des États-Unis) en passant par la Guerre du Liban, Guerre de Bosnie et le Conflit israélo-arabe.

## La Kalachnikov et la France
En dehors des militaires servant au sein de la Finul, le grand public français découvre l'AK-47 à travers les faits divers. Ainsi, Mesrine apparaît armé d'un AKS-47 sur la couverture du Paris Match n°1590 paru le 16/11/1979.

## Dans la culture populaire

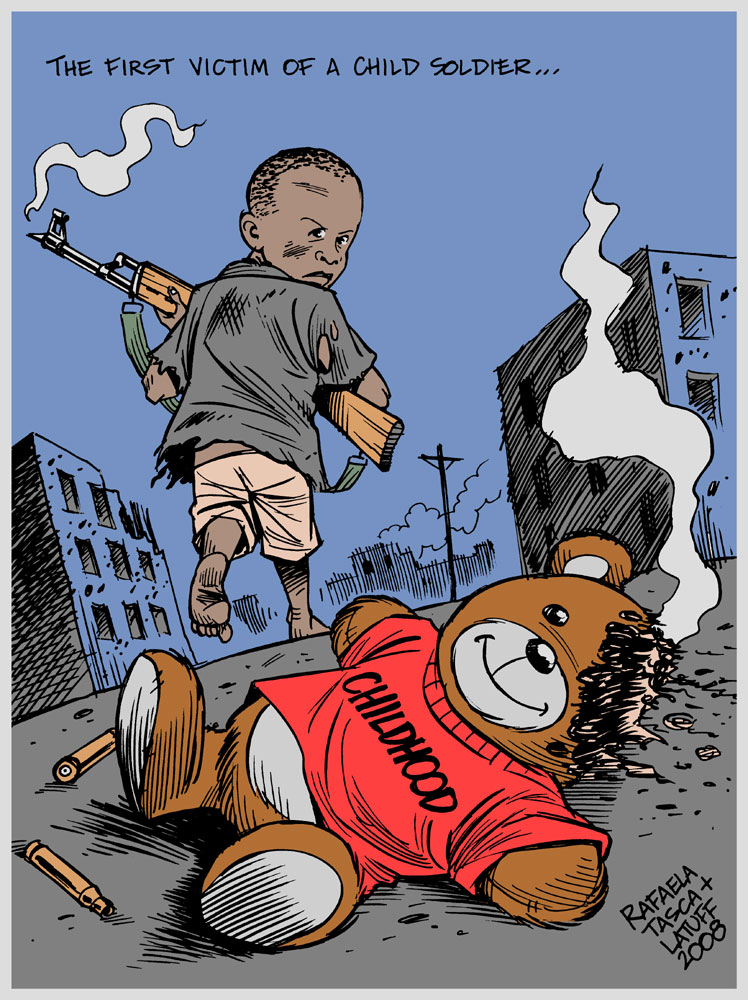
Affiche d'une ONG anglaise dénonçant les enfants-soldats en Afrique. Le combattant juvénile tient un AKM : le fusil d'assaut le plus facilement identifiable de l'opinion publique mondiale.

La famille de l'AK-47 (AKM, AK-74, AK-12, etc.) est largement connue et représentée dans la culture générale :
- Au cinéma :
  - Dans le film Lord of War, le personnage principal, Yuri Orlov, un marchand d'armes joué par Nicolas Cage, mentionne la kalachnikov : « De toutes les armes du vaste arsenal soviétique, la meilleure source de profit était sans conteste le célèbre fusil d’assaut automatique modèle 1947 plus connu sous le nom de AK-47 ou kalachnikov. Le fusil d’assaut le plus célèbre du monde. Une arme appréciée par tous les combattants. […] Depuis la fin de la Guerre froide, la kalachnikov est devenue le premier produit d’exportation de la Russie, devant la vodka, le caviar et les écrivains suicidaires. »
  - La Mort de Staline pour l'AK-47
  - Otages à Entebbe pour l'AKM
  - GoldenEye pour l'AK-74

- Dans les jeux vidéo :
  - 007: The World is Not Enough pour l'AK-47
  - ArmA II pour AKM
  - GoldenEye pour l'AK-74
  - Battlefield 3 pour l'AKSU-74
  - Operation 7 pour l'AK-12 (produite récemment l'AK-12 est encore rare à la TV et au cinéma)

- Dans la bande Dessinée

- À la télévision : 
  - dans la saison 1 de Columbo (épisode Poids mort), un AK-47 (dans sa version AKS-47) apparaît pour la première fois dans une série américaine[réf. nécessaire]
  - la série d'espionnage DOS : Division des opérations spéciales montre des personnages armés de la plupart des modèles de la famille des AK :
    - AKM et AKMS
    - AK-74M
    - AKS-74U

- En musique :
  - la chanson Kalasnjikov composé par Goran Bregović pour le film Underground en 1995